# 表 (史書)
表，一作譜（見八家後漢書），是東亞紀傳體史書中經常出現的一個部分，與本紀、列傳、志不同，是以表格來整理歷史現象之流變，以使人易於理解。

## 各史書之表

### 中國
- 《史記》
  - 三代世表
  - 十二諸侯年表
  - 六國年表
  - 秦楚之際月表
  - 漢興以來諸侯王年表
  - 高祖功臣侯者年表
  - 惠景閒侯者年表
  - 建元以來侯者年表
  - 建元以來王子侯者年表
  - 漢興以來將相名臣年表
- 《漢書》
  - 異姓諸侯王表
  - 諸侯王表
  - 王子侯表
  - 高惠高后文功臣表
  - 景武昭宣元成功臣表
  - 外戚恩澤侯表
  - 百官公卿表
  - 古今人表
- 《東觀漢記》
  - 諸王表
  - 王子侯表
  - 功臣表
  - 恩澤侯表
  - 百官表
- 《西魏書》
  - 封爵表
  - 大事表
  - 異域表
- 《新唐書》
  - 宰相
  - 方鎮
  - 宗室世系
  - 宰相世系
- 《新五代史》
  - 十國世家年譜
- 《十國春秋》
  - 紀元表
  - 世系表
  - 地理表
  - 藩鎮表
  - 百官表
- 《宋史》
  - 宰輔表
  - 宗室世系表
- 《遼史》
  - 世表
  - 皇子表
  - 公主表
  - 皇族表
  - 外戚表
  - 遊幸表
  - 部族表
  - 屬國表
- 《金史》
  - 宗室表
  - 交聘表
- 《元史》
  - 后妃表
  - 宗室世系表
  - 诸王表
  - 诸公主表
  - 三公表
  - 宰相年表
- 《新元史》
  - 宗室世表
  - 氏族表
  - 三公表
  - 宰相年表
  - 行省宰相年表
- 《明史》
  - 諸王世表
  - 功臣世表
  - 外戚恩澤侯表
  - 宰輔年表
  - 七卿年表
- 《南明史》
  - 諸王世表
  - 諸臣封爵世表
  - 宰輔年表
  - 七卿年表
- 《清史稿》
  - 皇子世表
  - 公主表
  - 外戚表
  - 諸臣封爵表
  - 大學士年表
  - 軍機大臣年表
  - 部院大臣年表
  - 疆臣年表
  - 藩部世表
  - 交聘年表

### 朝鮮
- 《三國史記》
  - 年表
- 《高麗史》
  - 年表

### 日本
- 《大日本史》 
  - 臣連伴造表
  - 公卿表
  - 國郡司表
  - 檢非違使表
  - 將軍僚屬表

## 無表之史書

### 中國
1. 《後漢書》
2. 《三國志》
3. 《晉書》
4. 《宋書》
5. 《南齊書》
6. 《梁書》
7. 《陳書》
8. 《魏書》
9. 《北齊書》
10. 《周書》
11. 《隋書》
12. 《南史》
13. 《北史》
14. 《舊唐書》
15. 《舊五代史》